# بيريف بي إي -112
بيريف بي إي -112 (بالإنجليزية: Beriev Be-112)‏ هي طائرة برمائية مقترحة مزودة بمحركين مروحيين, ومن المتوقع أن تحمل 27 راكبًا. تفتقر شركة بيريف حاليًا إلى إنتاج طائرات برمائية بهذا الحجم.
تشمل الأغراض المقصودة من Be-112 نقل الركاب والبضائع, ومهام سيارات الإسعاف, والمراقبة, ومهام البحث والإنقاذ. استكشف بيريف أيضًا نسخة من Be-112 مزودة بمحركات توربينية محمولة على الأجنحة

## المواصفات (مقترح)
البيانات من beriev.com
الخصائص العامة
- طاقم: 2
- سعة: 27 pax / 2,350 كـغ (5,181 رطل) payload
- طول: 17 م (55 قدم 9 بوصة)
- باع الجناح: 21.2 م (69 قدم 7 بوصة)
- ارتفاع: 5.2 م (17 قدم 1 بوصة)
- الوزن الإجمالي: 11,000 كـغ (24,251 رطل)
- محركات: 2 × Pratt & Whitney Canada PT6A-67R محرك مروحة عنفية engines, 1,062 كـو (1,424 حصان) الواحد
- مراوح: 5-ريشة fully-feathering reversible constant-speed propellers

أداء
- السرعة القصوى: 420 كم/س (261 ميل/س؛ 227 عقدة)
- سرعة العبور: 370 كم/س (230 ميل/س؛ 200 عقدة)
- مدى: 1,000 كـم (621 ميل؛ 540 nmi)